# 월턴 엘러
월턴 글렌 엘러(영어: Walton "Glenn" Eller, 1982년 1월 6일 ~)는 미국의 사격 선수이다. 올림픽에 3번(2000년, 2004년, 2008년)출전했다. 2008년 하계 올림픽에서 올림픽 기록을 세우며 남자 더블트랩 종목에서 금메달을 목에 걸었다.
1966년에 엘러는 클레이사격 브리티시 오픈에서 우승(주니어 부문)한 첫 번째 미국인이었다. 1994년에 그는 전미 클레이 사격 주니어 챔피언이었다.
한편 엘러는 미국 육군의 상병이다.

## 올림픽 성적
| 종목     | 2000     | 2004     | 2008        |
| -------- | -------- | -------- | ----------- |
| 더블트랩 | 12위 133 | 17위 127 | 금 · 145+45 |